# 大分県中部地震
大分県中部地震（おおいたけんちゅうぶじしん）は、1975年4月21日（月曜日）の午前02時35分に大分県中部（玖珠郡・大分郡付近）を震央として発生した内陸直下型地震である。大分地震とも呼ばれている。

## 概要
九州内陸部を震源とする地震としては、1968年のえびの地震、1975年の阿蘇地震（いずれもマグニチュード6.1）を上回り、当時としては戦後最大規模の直下型地震であった。
大分県や研究者によって一般に大分県中部地震という名称が用いられている。

## 各地の震度
震度3以上が観測された観測所
| 震度 | 都道府県 | 観測所 |
| ---- | -------- | ------ |
| ４   | 大分県   | 大分   |
| ４   | 熊本県   | 阿蘇山 |
| 3    | 大分県   | 日田   |
| 3    | 宮崎県   | 延岡   |
| 3    | 福岡県   | 福岡   |
| 3    | 愛媛県   | 宇和島 |

気象庁が発表した観測上の最大震度は4であるが、震源近くの庄内町内山や九重町寺床ではほとんどの家屋が全壊しており、震源付近では局地的に震度5以上の激しい地震であった可能性が指摘されている。

## 被害
（1975年（昭和50年）4月24日16時現在、大分県警調べ）
- 負傷者 - 22名
- 住家破損
  - 全壊 - 58戸
  - 半壊 - 93戸
  - 非住家の全半壊 - 104戸
- 道路・橋梁の損壊 - 185箇所

道路施設の被害としては、別府阿蘇有料道路（現・やまなみハイウェイ）では、道路法面や盛土の崩壊が発生し、小田池料金所では料金所のボックスが横倒しになるなど通行不能となった。国道210号、大分県道621号田野庄内線、大分県道30号庄内久住線でも、山崩れ、落石、盛土の崩壊が多数発生し、それぞれ数箇所で通行不能になった。国道210号では湯布院町内の幸野橋が崩落し、自衛隊により仮設橋が架けられた。
建造物の被害としては、山下湖湖畔にあった4階建ての九重レークサイドホテル（1965年8月完成）がホテル北東側の1階部分が完全に潰れて、3階建てのような外観を呈した。これは、東側部分にエントランスホールやロビー、売店等が集中しており、壁が少なく剛性が不足していたためと考えられた。このホテルは当時の建築基準を満たした鉄筋コンクリート構造の建物であったため、1981年の建築基準法改正では、この事例をひとつのきっかけとして、俗に「新耐震」と言われる耐震基準が策定され、剛性率の規定が盛り込まれている。地震発生当時、ホテルには58名の宿泊客がいたが、客室が2-4階にあり火災が起きなかったこともあって、全員が廊下に集合してベランダから梯子で避難した。崩壊した1階では警備員が仮眠していたが、午前3時の巡回のために起きたと同時に建物の下敷きになった。地震発生から約3時間半後の午前6時30分、消防団が崩壊した建物を叩き割って救助し病院に搬送されたが、奇跡的に打撲傷のみの軽傷であった。

### 市町村別の被害
- 庄内町（現由布市）
  - 負傷者 - 5名
  - 建物全壊 - 31戸
  - 建物半壊 - 39戸
  - 道路破損 - 57箇所
  - 崖破損 - 40箇所
- 九重町
  - 負傷者 - 11名
  - 建物全壊 - 41戸
  - 建物半壊 - 34戸
  - 道路破損 - 84箇所
  - 崖破損 - 98箇所
- 湯布院町（現由布市）
  - 負傷者 - 6名
  - 建物全壊 - 0戸
  - 建物半壊 - 24戸
  - 道路破損 - 21箇所
  - 崖破損 - 36箇所
- 直入町（現竹田市）
  - 負傷者 - 0名
  - 建物全壊 - 5戸
  - 建物半壊 - 18戸
  - 道路破損 - 16箇所
  - 崖破損 - 4箇所[8]